# トロイカ (中古車販売)
株式会社トロイカ（英: troica Ltd.）は、東京都港区に本社を置き、中古車サイトを運営する日本のITベンチャー企業である。なお、英文社名はtroikaとcarを足したものであり、ロシア語で「三頭立ちの馬車」で数字の3を表す。因に「荷馬車」をワゴン、「幌付き馬車」をカブリオレという。

## 事業
日本初のオークション機能を搭載した中古車SNSサイト「troica」を運営。2007年4月に2006年4月から運営していた中古車オークション代行サイトを売却し、インターネットメディア事業を中核としたビジネスを展開。SNSの特徴であるPVによる広告収入だけではなく、車に特化した業種の広告ページをテナント料として毎月徴収するという収益モデルを確立している。
2010年に中古車買取価格検索サイト「相場の星」をリリース。

## マスコット
トロイカのマスコット「フーイ君」はガリバー旅行記に登場する「フウイヌム」が語源である。

## 関連会社
- 合同会社インマイバッグ
  - トロイカ代表取締役社長の大橋賢治が創業した「バッグの中身共有サービス」”インマイバッグ”[1]運営会社。
  - 2012年インマイバッグ事業を株式会社サイブリッジ、Pixiv株式会社、どこでも株式会社に事業譲渡。